# Jens Bogner

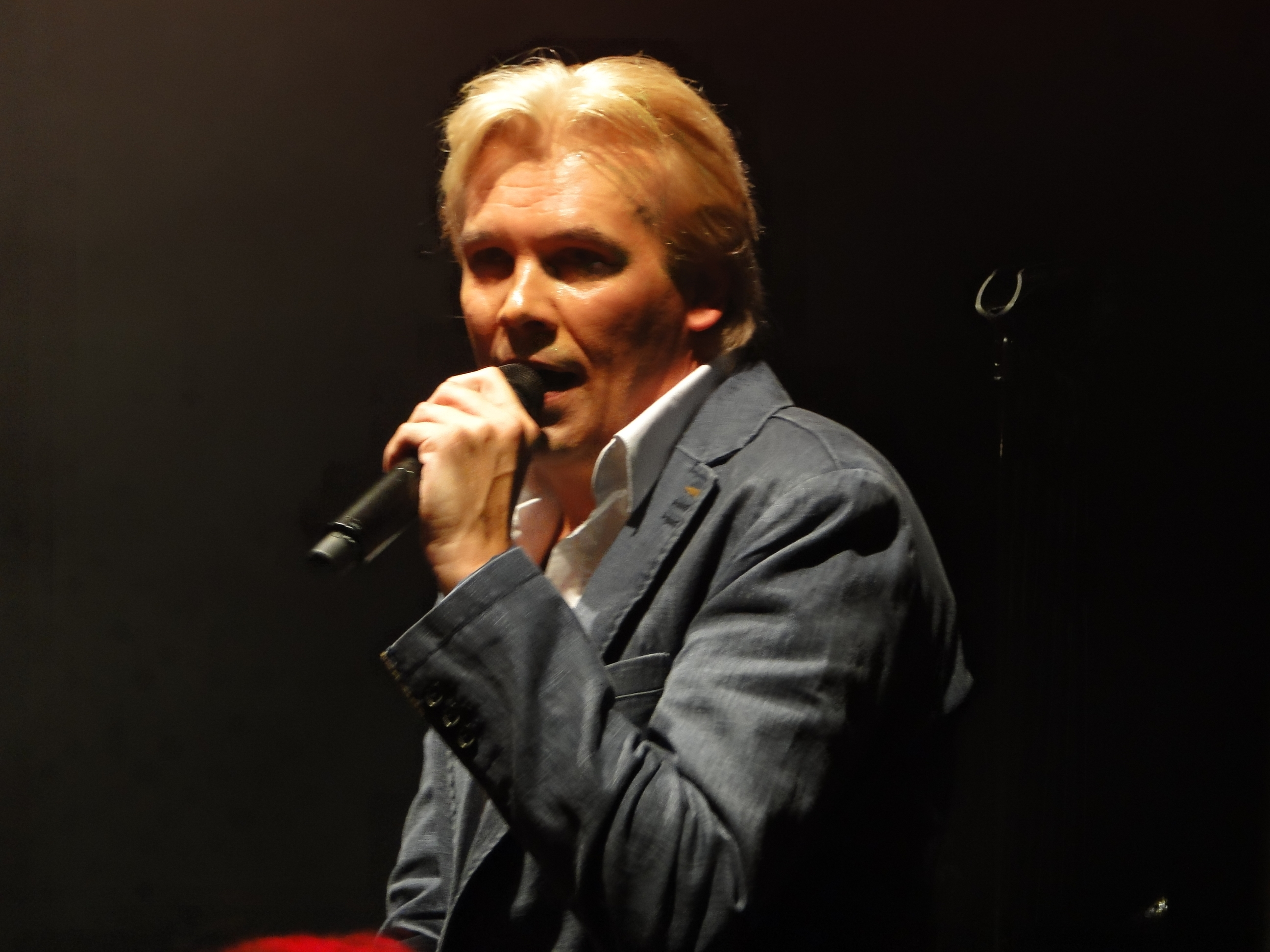
Jens Bogner 2013

Jens Bogner (* 6. Juni 1970 in Marbach am Neckar, Landkreis Ludwigsburg) ist ein deutscher Sänger auf dem Gebiet des Schlagers und der volkstümlichen Musik.

## Leben
Schon im Vorschulalter nahm Bogner Keyboard-, später Klavierunterricht. Nebenher spielte er bei einer Theatertruppe. Schon als Kind und Jugendlicher war er ein großer Fan von Howard Carpendale, dessen Lieder er sehr originalgetreu wiedergeben konnte. Dies brachte ihn unter anderem auch zu einem Auftritt in einer Quiz-Sendung von Rudi Carrell, die Kandidaten mussten erraten ob original oder nicht. Jens Bogner haben alle Kandidaten für Howard Carpendale gehalten, so perfekt konnte er den südafrikanischen Sänger gesanglich imitieren.
Nach dem Besuch der Realschule Marbach mit Abschluss der Mittleren Reife erlernte er den Beruf des Graveurs. Dann erhielt er eine Rolle in der Fernsehserie Matchball (1994), in der auch Howard Carpendale mitspielte, doch wollte er nicht Schauspieler werden. 1996 bekam Bogner dann einen Schallplattenvertrag und konnte bald im Fernsehen auftreten, so unter anderem in der Volkstümlichen Hitparade im ZDF oder der ZDF-Hitparade.
1996 bewarb sich Jens Bogner beim Grand Prix der Volksmusik. Sein Titel Unter fremden Sternen konnte jedoch das Finale nicht erreichen. Auch sein Titel Ich bin bald wieder hier konnte beim Grand Prix der Volksmusik 1997 nicht das Finale erreichen. 1999 erreichte er bei den Deutschen Schlager-Festspielen mit Heut', hier und jetzt den 10. Platz.
Inzwischen beteiligt er sich auch an Musical-Tourneeproduktionen.

## Diskografie
Erfolgstitel
- So hab' ich dich noch nie gesehen 1996
- Hey, du passt genau in meine Träume 1998
- Heut´hier und jetzt 1999
- Noch immer leuchten deine Augen 2000
- Frei wie der Wind 2000
- San Francisco ist nicht weit 2000
- Das kann doch jedem mal passieren 2003
- Alles was du willst – Titellied der ZDF-Sendung „Die deutsche Stimme 2003“
- Es gibt doch keinen Grund zu lügen 2005
- Unbekannt verzogen 2006
- Liebe bleibt Liebe 2006
- Feuer und Flamme 2008
- Bis morgen 2008
- Schönes bleibt 2009
- Nachts wenn der Tag beginnt 2010
- Herzensangelegenheit 2010
- Es fühlt sich gut an 2010
- Neverending Story 2011
- Manchmal kommt es anders als man denkt 2011
- Mondzeit 2013
- Ich will nicht die Welt verbessern 2013
- Die Zeiten ändern dich 2014
- Komm Schon 2019
- Ich vermiss dich 2019
- Ohne Garantie 2020
- Perfekt Daneben 2020
- Herz Retten 2021
- Highspeed 2021
- Wann kommst du wieder her 2021
- Nur eine Minute 2022

Alben
- 2018 – Schönes bleibt
- 2013 – Was will man mehr
- 2011 – Zwei Mal Zwanzig
- 2008 – Immer noch ich
- 2006 – Liebe bleibt Liebe
- 2003 – Alles was Du willst
- 2003 – Heut´hier und jetzt
- 2000 – Alles neu (enthält zwei Titel des Komponisten Martin Böttcher)
- 1998 – Du passt genau in meine Träume
- 1996 – So fängt es an